# Liste der Monuments historiques in Arnay-sous-Vitteaux
Die Liste der Monuments historiques in Arnay-sous-Vitteaux führt die Monuments historiques in der französischen Gemeinde Arnay-sous-Vitteaux auf.

## Liste der Objekte
| Bezeichnung                                  | Beschreibung                           | Standort                      | Kennzeichnung | Schutzstatus | Datum | Bild |
| -------------------------------------------- | -------------------------------------- | ----------------------------- | ------------- | ------------ | ----- | ---- |
| Skulptur Heilige Katharina                   | Stein, farbig gefasst, 16. Jahrhundert | in der Kirche St-Alban (Lage) | PM21000074    | Classé       | 1919  |      |
| Kirchenfenster Madonna mit Kind und Stiftern | Glas, Blei, Ende des 15. Jahrhunderts  | in der Kirche St-Alban (Lage) | PM21000075    | Classé       | 1925  |      |